# 삼성 갤럭시 점프3
삼성 갤럭시 점프3는 삼성전자가 KT를 통해 출시한 안드로이드 스마트폰이다.